# Labidocera trispinosa
Labidocera trispinosa är en kräftdjursart som beskrevs av Esterly 1905. Labidocera trispinosa ingår i släktet Labidocera och familjen Pontellidae. Inga underarter finns listade i Catalogue of Life.